# إرنست هينريتش ماير
إرنست هينريتش ماير (بالألمانية: Ernst Heinrich Meier) هو مستشرق ألماني، ولد في 17 مايو 1813 في بيوكهبورغ في ألمانيا، وتوفي في 2 مارس 1866 في توبينغن في ألمانيا.